# Henri Grob
Henri Grob (Braunau, 4 juni 1904 - 5 juli 1974) was een Zwitserse schaker, kunstenaar en schilder. Hij is bekend geworden als pionier op het gebied van excentrieke schaakopeningen, zoals de naar hem vernoemde Grobopening en Grobgambiet die beginnen met "1. g4". Henri Grob vertegenwoordigde Zwitserland in de schaakolympiades van 1927, 1935, 1936 en 1952. Hij ontving in 1950 de titel van Internationaal Meester (IM).

## Carrière
- 1939: Zwitsers kampioen.
- 1950: Inhuldiging als Internationaal Meester (IM).
- 1951: Zwitsers kampioen.

## Werk
- Henri Grob, Angriff g2-g4, Zürich, 1942,
- Henri Grob, Lerne schach spielen, Zürich, 1945,
- Henri Grob, Die Eröffnungen in der Schachpartie unter Anwendung des Kampfplanes, Zürich, 1946,
- Henri Grob, Endspiele, Zürich, 1946,
- Henri Grob, Hundert ausgewählte Fernpartien, Zürich, 1968.